# اوان پروداکتس

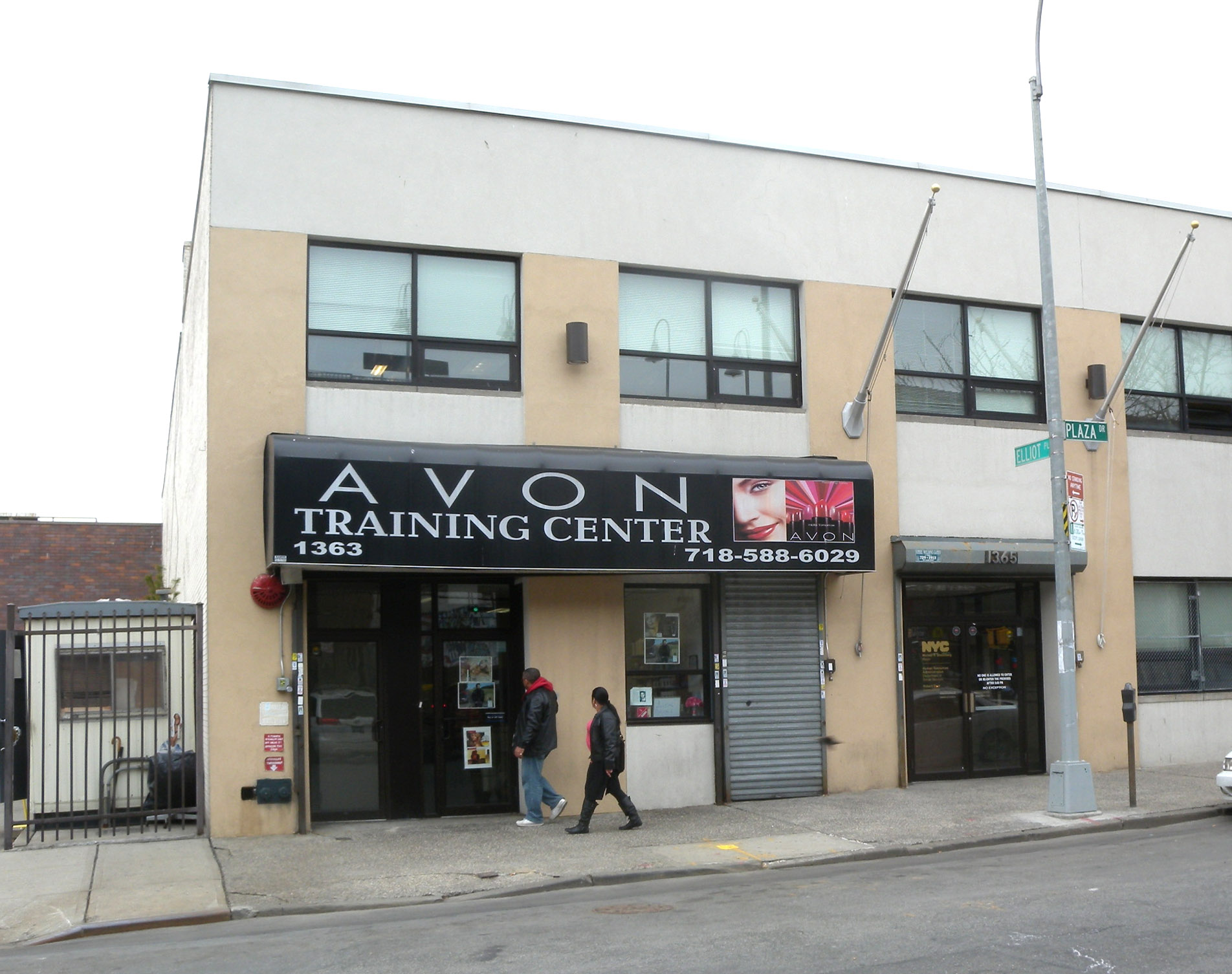
اوان ترینینگ سنتر

اوان پروداکتس (به انگلیسی: Avon Products) شرکت کالای لوکس آمریکایی است، که در زمینه تولید و توزیع طیف وسیعی از لوازم آرایشی، محصولات مراقبت‌های شخصی و زیبایی، عطر، پوشاک و اسباب‌بازی فعالیت می‌نماید.
شرکت اوان پروداکتس در سال ۱۸۸۶ توسط دیوید اچ. مک‌کانل تأسیس شد و در حال حاضر به‌عنوان پنجمین تولیدکننده لوازم آرایشی جهان شناخته می‌شود و محصولات خود را به بیش از ۱۴۰ کشور جهان توزیع می‌کند.
از مهم‌ترین محصولات و برندهای این شرکت می‌توان به محصولات مختلف در زمینه مراقبت از پوست، مو و رنگ‌های طبیعی اشاره کرد که بیشترین مخاطب را دسته محصولات Avon Products دارد.
دفتر مرکزی این شرکت در شهر نیویورک، ایالات متحده آمریکا قرار دارد و سهام آن در بازار بورس نیویورک معامله می‌شود و جزئی از شاخص اس اند پی ۵۰۰ به‌شمار می‌آید.

## تاریخچه

### دیوید اچ مک کانل
دیوید اچ مک کانل، اولین بار یک فروشنده درب ورودی بود که از فروش کتاب به خانه‌های نیویورک استفاده می‌کرد. در سپتامبر ۱۸۸۶، تصمیم می‌گیرد به جای کتاب، عطر بفروشد. او کسب و کار جدید خود را در یک دفتر کوچک در خیابان ۱۲۶ چمبرز، منهتن، نیویورک آغاز کرد. زمانی که شریک تجاری خود هندرسون، پیشنهاد داد که اسم شرکت را «شرکت عطر کالیفرنیا» بنامند ، مک کانل نام شرکت را در سال ۱۸۹۲ تغییر داد. شریک تجاری او در آن زمان در کالیفرنیا زندگی می‌کرد و نام آن را به دلیل فراوانی گل‌ها در کالیفرنیا پیشنهاد کرد.
در سال ۱۸۹۴، الکساندر هندرسون، معاون رئیس و خزانه دار، به شرکت پیوست و به شکل‌گیری سیاست‌هایش و رشد و شکوفایی شرکت کمک کرد. در ۱۶ ژوئن ۱۹۰۹، مک کانل و هندرسون قرارداد شرکتی را برای شرکت عطر کالیفرنیا در ایالت نیوجرسی امضا کردند. در ۲۸ ژانویه سال ۱۹۱۶ شرکت عطر کالیفرنیا در ایالت نیویورک ثبت شد. مک کانل، هندرسون و ویلیام شیل به عنوان مقامات شرکتی معرفی شدند